# David Crosby
Pour les articles homonymes, voir Crosby.
David Van Cortlandt Crosby, né le 14 août 1941 à Los Angeles (Californie) et mort le 19 janvier 2023 à Santa Ynez (Californie), est un chanteur, guitariste, claviériste et compositeur américain et un acteur occasionnel, en jouant  un petit rôle dans le film Hook ou la Revanche du capitaine Crochet (1991), dans lequel il est un pirate sous les ordres du capitaine Crochet.
Il est reconnu pour la qualité de sa voix haute et pure, ainsi que pour ses talents d'arrangeur vocal. Il a également travaillé de façon marginale pour le cinéma et la télévision comme compositeur, acteur et producteur. Il a été membre des Byrds de 1965 à 1968 puis a formé Crosby, Stills & Nash dès 1969, rejoints l'année suivante par Neil Young, formant un des groupes les plus importants de la musique et de la culture américaine du XXe siècle, Crosby, Stills, Nash & Young

## Premiers pas en musique, Les Baxter's Balladeers et The Byrds

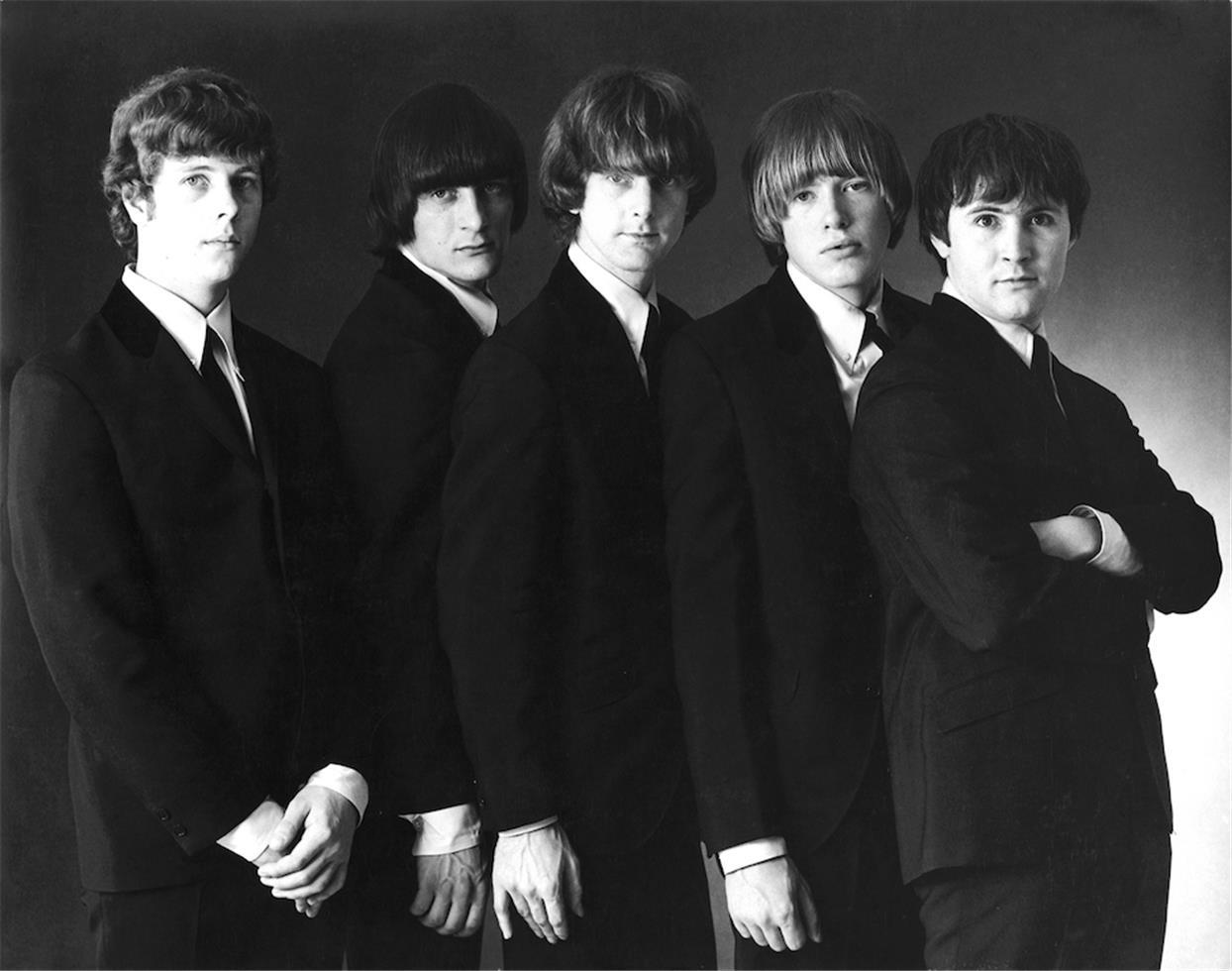
David Crosby (à droite), membre des Byrds en 1965.

Né en 1941 à Los Angeles, fils d'Aliph Van Cortlandt et de Floyd Crosby, un directeur de la photographie, distingué par un Oscar de la meilleure photographie. David Crosby quitte, au début des années 1960, sa Californie natale pour le Greenwich Village de New York. Il se joint au groupe de Les Baxter sous le nom de Les Baxter's Balladeers en 1964, avec son frère Ethan Chip Crosby, ils sortent quatre singles en 1965 dont une version de la chanson des Beatles, Michelle. Au bout de quelques mois, David quitte le groupe et revient en Californie. De retour chez lui, il est un des membres fondateurs du groupe The Byrds auquel il donne sa couleur musicale. Leur chanson I See You, de leur troisième album Fifth Dimension, fut reprise par le groupe Yes sur leur premier opus Yes en 1969. David collabora à cinq albums avec The Byrds avant de quitter en 1967, à la suite d'un conflit avec Roger McGuinn, chanteur et guitariste du groupe, durant les sessions de l'album The Notorious Byrd Brothers. Crosby estime aussi que ses compositions ne sont pas assez valorisées par rapport aux reprises. C'est ainsi que sa chanson Triad, laquelle prône le ménage à trois, se retrouve dans un premier temps sur l'album de Jefferson Airplane : Crown of Creation sur lequel il participe d'ailleurs comme guitariste. Elle apparait aussi sur la réédition de 1997 de l'album The Notorious Byrd Brothers.

## Crosby, Stills and Nash
Après son départ des Byrds, David Crosby produit le premier album de Joni Mitchell, Song to a Seagull, en 1968  et accompagne Jackson Browne sur son premier effort en studio avec Graham Nash aux chœurs. David et Graham se retrouvent ensuite et composent quelques titres qu'ils soumettent à un autre ami de Crosby, Stephen Stills, lui aussi tout juste séparé de son groupe Buffalo Springfield. Ce dernier est emballé, se joint à eux et c'est la naissance du trio Crosby, Stills & Nash (1969), et de cette rencontre naît un premier album éponyme, avec la très belle chanson Suite: Judy Blue Eyes signée par Stephen Stills, ainsi que Guinnevere de David Crosby avec les voix de Crosby et Nash, Wooden Ships de Crosby, Stills et Paul Kantner, Lady of the Island de Graham Nash, etc.

## Arrivée de Neil Young et passage à Woodstock
Puis c'est la consécration pour le groupe qui connait le succès à la suite de son passage au festival de Woodstock, rejoint par le Canadien Neil Young, chanteur, guitariste, compositeur et ex-acolyte de Stephen Stills au sein du groupe Buffalo Springfield.

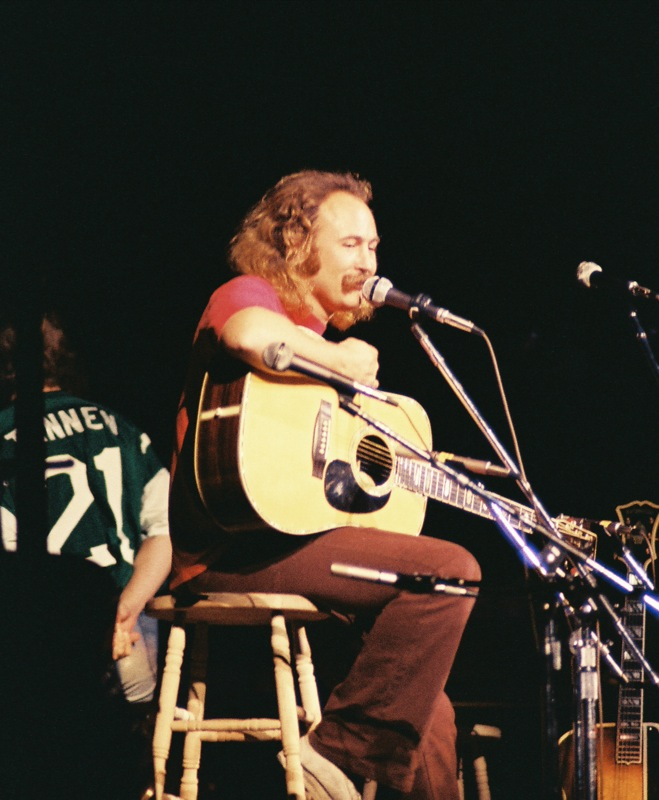
David Crosby en 1974.

Cette formation Crosby, Stills, Nash and Young, alias CSNY, a rapidement une réputation importante (« Je pense que quand les Beatles se sont séparés [en 1970], nous étions le meilleur groupe du monde » affirme ainsi David Crosby), et passe ensuite pour l'un des meilleurs groupes folk de cette époque. Mais son existence est courte, avec seulement un album studio Déjà Vu et un live plus hétéroclite 4 Way Street. David Crosby est le principal inspirateur, le « gourou » de l'album Déjà Vu dont il impose le titre d'après une de ses chansons. Il travaille tous les chœurs et les arrangements musicaux dans un sens expérimental, allant de l'orgue romantique à la César Franck au jazz-rock, ce qui donne la couleur très particulière de cet album. Il se vend à plus de 7 millions d'exemplaires. Le groupe explose ensuite à cause des fréquentes disputes opposant David Crosby à Stephen Stills, après que Neil Young eut claqué la porte.

## Premier album solo et Crosby & Nash
Neil Young témoignera toujours de l'admiration pour Crosby et fera souvent appel à ses services pour les arrangements vocaux de ses albums, notamment Harvest, son album sorti peu après en 1972. David Crosby sort dans le même temps son premier album solo, If I Could Only Remember My Name. Cet album, enregistré aux Studios Wally Heider de San Francisco par Stephen Barncard, regroupe la plupart des musiciens de la scène West Coast des années 1970 autour de leur « champion » : Grace Slick, Paul Kantner, Jack Casady et Jorma Kaukonen de Jefferson Airplane, Jerry Garcia, Phil Lesh, Bill Kreutzmann et Mickey Hart de Grateful Dead, Gregg Rolie et Michael Shrieve de Santana, David Freiberg de Quicksilver Messenger Service, ainsi que Neil Young, Graham Nash et Joni Mitchell.
Dans les années 1970, David Crosby forme un duo durable avec Graham Nash, sortant quatre albums studio et se produisant fréquemment en concert. Leur parcours commun obtient un succès honorable, mais n'innove plus, n'arrivant pas à dépasser la période CNS&Y. Ils participent également à l'album CSN de 1977, avec Stephen Stills, qui connait le succès malgré leurs dissensions internes.

## Retour des Byrds
En 1973, David Crosby produit le dernier album studio des Byrds qui marquera le retour de la formation originale du groupe dont il fait partie.Tout simplement intitulé Byrds, il contient 11 chansons dont deux reprises de Neil Young,  Cowgirl in the Sand ainsi que (See the Sky) About to Rain, on y retrouve aussi For Free de Joni Mitchell. L'album n'a pas connu le succès escompté, à la suite de quoi le groupe se sépare.
Confronté à de graves problèmes de dépression paranoïaque et de toxicomanie durant les années 1980, il a maille à partir avec la justice (en 1986, il passe cinq mois en prison au Texas) et se retrouve en prison pour possession de substances illicites, port d'armes prohibées et menaces avec arme sur la voie publique. Il participe néanmoins aux reformations occasionnelles, pour des raisons essentiellement financières, de CSN durant les années 1980 et 1990. Neil Young y participe parfois en tant qu'invité. 

## Phil Collins, Indigo Girls et CPR
En 1989, David Crosby participe aux chœurs en tant qu'invité sur l'album solo de Phil Collins, ...But Seriously sur deux chansons : That's Just the Way It Is et Another Day in Paradise. Puis Phil en fait autant sur l'album de David, Thousand Roads de 1993 pour la chanson Hero, sur laquelle il joue la batterie, le drum machine et les claviers en plus de faire les chœurs, il produit aussi la chanson. 
En 1991, David joue un petit rôle dans le film Hook ou la Revanche du capitaine Crochet, où il est un pirate au service du Capitaine Crochet, Phil Collins y apparait aussi sous les traits de l'inspecteur Good.  
Puis en 1992, David fait les chœurs en compagnie de Jackson Browne, sur l'album Rites of Passage des Indigo Girls sur deux chansons, Galileo et Let It Be Me. En 1994, David subit une transplantation hépatique.  
Il fonde en 1998, le groupe CPR (C pour Crosby, P pour Pevar et R pour Raymond) avec le guitariste Jeff Pevar et le pianiste James Raymond (fils de David), ils publieront 4 albums entre 1998 et 2001. 

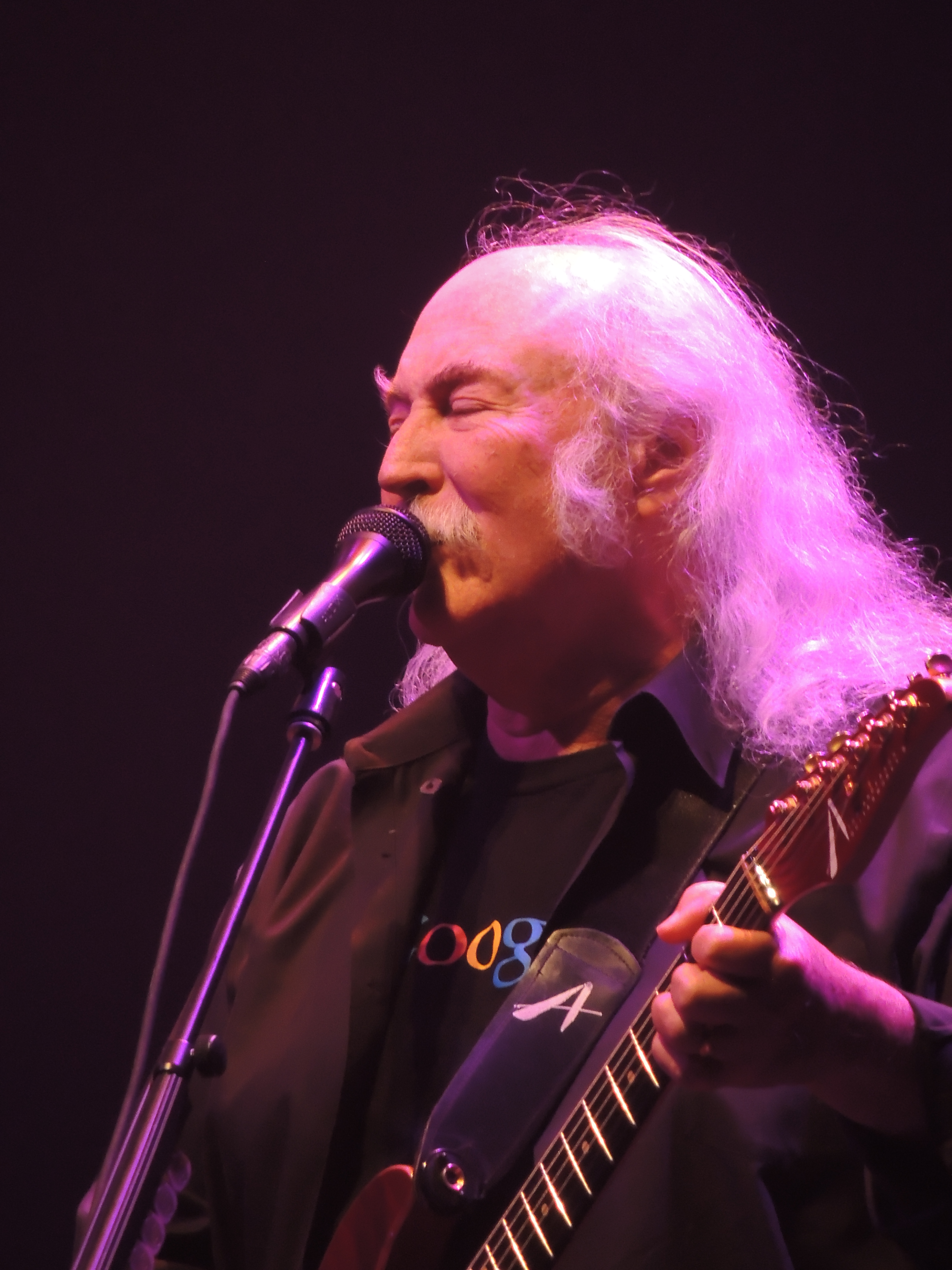
David Crosby en 2012.

Et en 1999, il est sur l'album hommage à Gram Parsons, Return of the Grievous Angel: A Tribute to Gram Parsons sur la chanson qui donne son titre au disque, Return of the Grievous Angel, en compagnie de Lucinda Williams.

## David Gilmour
En 2006, on le retrouve avec Graham Nash sur le troisième album solo de David Gilmour, On an Island, aux chœurs sur la chanson-titre. Puis il remet les couverts par la suite sur le DVD Remember That Night: Live from the Royal Albert Hall toujours accompagné de Graham Nash sur trois chansons, ainsi qu'une version de Find the Cost of Freedom chantée avec Gilmour. Il revient en 2008 sur le DVD Live in Gdańsk de Gilmour, de nouveau avec Graham Nash, sur la chanson Find the Cost of Freedom.
En janvier 2014, David Crosby sort son premier album solo depuis 20 ans, Croz, enregistré en collaboration avec son fils James Raymond au home studio de ce dernier. Et la même année, alors que Crosby, Stills and Nash de nouveau réunis doivent assurer des concerts en Californie, David Crosby est opéré du cœur.
Et finalement en 2015, David Crosby fait un ultime retour, avec Graham Nash, sur le dernier album solo de David Gilmour, Rattle That Lock, sur la chanson A Boat Lies Waiting. Celle-ci revêt un caractère particulier puisqu'elle contient un sampling de la voix de Richard Wright, décédé en 2008. Toujours en 2015, Crosby et Nash se retrouvent sur un album spécial, David Gilmour & Friends distribué par le Magazine Mojo, sur la chanson Don't Dig Here. Et sur ce même album, le groupe norvégien Ulver interprète une chanson de Crosby, Everybody's Been Burned. Fait intéressant à noter, David Gilmour chante sur ce disque, la très belle Here, There and Everywhere des Beatles avec son fils Joe Gilmour.
Le 14 juillet 2016, David Crosby annonce un nouvel album solo nommé Lighthouse, qui sort le 21 octobre,.
David Crosby, comme Stills, Nash et Young, affectionne tout particulièrement les guitares acoustiques américaines Martin, à la sonorité de medium très particulière, ainsi que les guitares électriques Gretsch. David s'accompagne le plus souvent à la guitare acoustique ou électrique 12 cordes, ou à la guitare acoustique 6 cordes accordée en accord ouvert de sol majeur, à l'instar de son amie Joni Mitchell.

### Vie privée
David a eu un fils, James Raymond, avec Celia Crawford Ferguson en 1962, qui a été placé en vue d'adoption et a ensuite retrouvé son père à l'âge adulte,. À partir de 1997, Raymond s'est produit avec Crosby sur scène et en studio, en tant que membre du groupe CPR et dans le cadre des groupes de tournée Crosby & Nash et Crosby, ainsi que Stills & Nash. David a eu trois autres enfants : une fille, Erika, avec Jackie Guthrie, une fille, Donovan Crosby, avec l'ancienne petite amie Debbie Donovan, et un fils, Django Crosby avec sa femme Jan Dance.
En mai 1987, David, alors âgé de 45 ans, épouse Jan Dance, plus jeune de dix ans, à la Hollywood Church of Religious Science de Los Angeles. Son coéquipier Stephen Stills a assisté la mariée.
Le frère de David, Ethan, qui lui a appris à jouer de la guitare et a commencé sa carrière musicale avec lui avec le groupe Les Baxter's Baladeers en 1962, disparaît fin 1997. Ethan avait laissé un mot indiquant son intention de mettre fin à ses jours et en exigeant qu'on ne le recherche pas, afin que son corps "revienne sur terre". Il a été retrouvé mort des mois plus tard en mai 1998.
En janvier 2000, Melissa Etheridge annonce que David Crosby est le donneur de sperme de ses deux enfants qu'elle a eus avec sa partenaire de l'époque Julie Cypher par insémination artificielle. Le 13 mai 2020, Melissa annonce sur son Twitter que leur fils, Beckett, est décédé des causes liées à la dépendance aux opioïdes, à l'âge de 21 ans.
David se considère comme un partisan du Tibet et un disciple du dalaï-lama. Dans son interview à Audacy (en) de 2016, il déclare à propos de son album Time I Have que la chanson de 2014, fait référence au traitement du Tibet par la Chine.

### Santé et mort
En 1994, David a reçu une greffe de foie très médiatisée, avec l'aide financière de Phil Collins. La nouvelle de sa greffe a créé une certaine controverse en raison de son statut de célébrité et de ses problèmes passés de toxicomanie et d'alcoolisme. Ses problèmes de foie découlaient d'une longue période d'hépatite C.
Il souffrait de diabète de type 2 et a été traité avec de l'insuline pour gérer la maladie. Crosby, semblant beaucoup plus mince que ces dernières années, a annoncé au public lors d'un concert en octobre 2008, qu'il avait récemment perdu 55 livres (25 kilos) à la suite de sa lutte contre la maladie.
En février 2014, à la demande de son médecin, il reporte les dernières dates de sa tournée solo pour subir un cathétérisme cardiaque et une angiographie, sur la base des résultats d'un test de stress cardiaque de routine.
Le 19 janvier 2023, David meurt à l'âge de 81 ans à Santa Barbara, des suites du Covid-19,. Il est incinéré, et ses cendres sont remises à la famille.

## Discographie

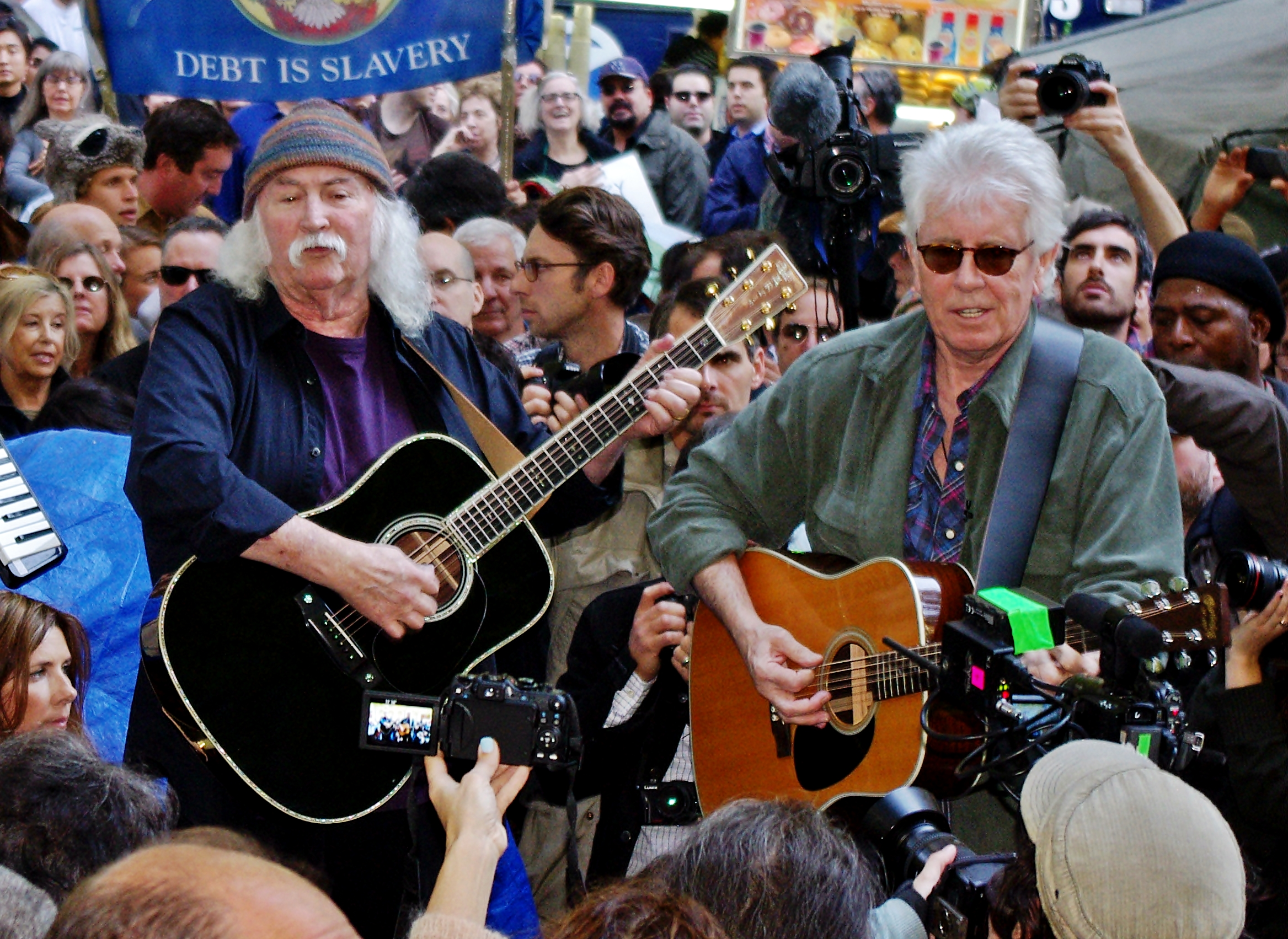
David Crosby et Graham Nash jouent à Occupy Wall Street en novembre 2011.

### Les Baxter's Balladeers
Singles
- 1965 : Go Tell It On The Mountains/How Shall I Send Thee/Carol Of The Bells/Joy To The World - Maxi single de 4 chansons
- 1965 : Linin' Track/Baiion
- 1965 : Sail Away Ladies /Que Bonita Bandera
- 1965 : Michelle/Little Girl Lonely

### The Byrds
Albums studio
- 1965 : Mr. Tambourine Man
- 1965 : Turn! Turn! Turn!
- 1966 : Fifth Dimension
- 1967 : Younger Than Yesterday
- 1968 : The Notorious Byrd Brothers
- 1973 : Byrds

Compilations
- 1969 : Preflyte
- 1971 : The Byrds' Greatest Hits Volume II
- 1973 : History of The Byrds

### Albums studio
- 1969 : Crosby, Stills and Nash
- 1977 : CSN
- 1982 : Daylight Again
- 1990 : Live It Up
- 1994 : After the Storm

### Album live
- 1983 : Allies

### Compilations
- 1980 : Replay
- 2005 : Greatest Hits

### Coffret
- 1991 : CSN - Coffret de 4 CD couvrant la carrière du trio de leurs débuts jusqu'à la fin des années 1980. Avec des démos, des inédits et des chansons live. Vient avec un livret.

### Albums studio
- 1970 : Déjà Vu
- 1988 : American Dream
- 1999 : Looking Forward

### Albums live
- 1971 : 4 Way Street
- 2008 : Déjà Vu Live
- 2014 : CSNY 1974

### Compilations
- 1974 : So Far
- 1998 : Carry On - (2 CD)
- 2009  : Demos

### Albums studio
- 1972 : Graham Nash David Crosby
- 1975 : Wind on the Water
- 1976 : Whistling Down the Wire
- 1998 : Another Stoney Evening
- 2004 : Crosby and Nash

### Albums live
- 1977 : Crosby & Nash Live
- 2011 : Crosby & Nash: In Concert

### Compilations
- 1973 : 2 Originals Of David Crosby & Graham Nash
- 1978 : The Best of Crosby & Nash
- 2002 : The Best of Crosby & Nash: The ABC Years
- 2006 : Crosby & Nash: Highlights

### Album distribué avec le magazine Mojo
- 2015 : David Gilmour & Friends - Contient la version de la chanson Here, There and Everywhere des Beatles, chantée par David Gilmour et son fils Joe. Contient aussi la chanson de David Crosby & Graham Nash, Don't Dig Here. Les autres interprètes présents sur cet album sont, entre autres, Phil Manzanera, Steven Wilson, Robert Wyatt, Richard Barbieri, The Orb, etc.

https://www.discogs.com/fr/release/7385679-Various-David-Gilmour-Friends

### CPR
- 1998 : CPR
- 1998 : Live At Cuesta College
- 1999 : Live At The Wiltern
- 2001 : Just Like Gravity

### Solo
Albums studio
- 1971 : If I Could Only Remember My Name
- 1989 : Oh Yes I Can
- 1993 : Thousand Roads
- 2014 : Croz
- 2016 : Lighthouse
- 2017 : Sky Trails
- 2018 : Here if you listen
- 2021 : For Free

Albums live
- 1989 : King Biscuit Flower Hour Presents David Crosby
- 1993 : It's all coming back to me now...
- 2000 : David Crosby Live - Reprend 10 des 14 chansons de l'album live King Biscuit Flower Hour quoique dans un ordre différent.
- 2020 : Legendary FM Broadcasts – Tower Theatre Upper Darby Philadelphia PA 8th April 1989
- 2020 : (Live Radio Broadcast)
- 2022 : David Crosby & the Lighthouse Band Live at the Capitol Theatre

Compilation
- 2006 : Voyage - Boitier de 3 CD, couvrant la carrière de David Crosby en solo et des Byrds, de CSNY et des différentes associations de David avec les membres du groupe ainsi que CPR, le tout en ordre chronologique.

### Participations
- Joni Mitchell : Song to a Seagull - Production (1968), Court and Spark - Chœurs (1974), The Hissing of Summer Lawns - Chant (1975);

- Jefferson Airplane : Crown of Creation - Guitare (1968), Volunteers - Sailboat (1969), Flight Log - guitare, chant (1977);

- Flying Burrito Brothers : The Gilded Palace of Sin - Chœurs (1969)

- Paul Kantner : Blows Against the Empire - Guitare, chant (1970);

- Neil Young : After the Gold Rush (1970), Journey Through the Past (1972), Harvest (1972), Time Fades Away (1973),On the Beach (1974), Zuma (1975), Decade (1977);

- Stephen Stills : Stephen Stills (1970),Stephen Stills 2 (1971), Stills (1975), Still Stills: The Best of Stephen Stills (1976) Carry On (2013);

- John Sebastian : John B. Sebastian (1970) Avec Stephen Stills & Graham Nash

- Graham Nash : Songs for Beginners (1971), Wild Tales (1974), Earth & Sky (1980), Songs for Survivors (2002), Reflections (2009),  Over The Years (2018);

- Judee Sill : Judee Sill - Guitare (1971)

- Paul Kantner/Grace Slick :Sunfighter (1971), Baron von Tollbooth & the Chrome Nun (1973);

- Hot Tuna : Burgers - chant sur Highway Song (1972), Flight Log - Chant, guitare (1977);

- Rick Roberts : Windmills - Chœurs (1972);

- Jackson Browne : Jackson Browne (1972), For Everyman (1973), Late for the Sky (1974), The Pretender (1976), World in Motion (1989), I'm Alive (1991), Looking East (1996);

- Roger McGuinn : Roger McGuinn - David Crosby et Graham Nash guitare chant (1973), Back from Rio (1991), Born to Rock and Roll (1991);

- Grace Slick : Manhole (1974);

- Ned Lagin : Seastones - David guitare électrique 12 cordes, chant (1975);

- Dave Mason : Split Coconut - Chant, chœurs (1975);

- James Taylor : Gorilla (1975), In the Pocket (1976), The Best of James Taylor (2003);

- Art Garfunkel : Breakaway (1975), Watermark (1977);

- J. D. Souther : Black Rose - Chant, chœurs (1976);

- Carole King : Thoroughbred (1976), In Concert - David Crosby & Graham Nash chant sur You've Got A Friend (1994);

- Phil Collins : …But Seriously; Chansons That's just the way it is et Another Day in Paradise (1989), Hits sur Another Day in Paradise (1998), The Platinum Collection sur That's just the way it is et Another Day in Paradise (2004),   The Singles sur That's just the way it is et Another Day in Paradise (2016);

- Elton John : Blue Moves (1976); Chœurs Avec Graham Nash

- Gary Wright : Headin' Home - Avec Graham Nash, Alan White, Michael McDonald, etc. (1979);

- Bonnie Raitt : Nick of time - Chœurs (1989), Longing in Their Hearts (1994)

- Dan Fogelberg : The Wild Places (1990)

- Bob Dylan : Under the Red Sky 1990;

- Indigo Girls : Rites of Passage 1992;

- Marc Cohn: The Rainy Season (1993)

- Hootie & the Blowfish: Cracked Rear View (1994)

- Kenny Loggins: Return to Pooh Corner (1994)

- Stevie Nicks: Street Angel (1994)

- Artistes varisés : Return of the Grievous Angel: A Tribute to Gram Parsons (1999);

- David Gilmour : On an Island (2006), Remember That Night (2007), Live in Gdańsk DVD seulement (2008), Rattle That Lock (2015), David Gilmour and Friends (2015);

- Don Felder: Road to Forever (2012)

- Joe Walsh: Analog Man (2012)

- Shawn Colvin: Uncovered (2015)

- John Mayer : Born and Raised - Avec Graham Nash aux chœurs  (2012);

- Snarky Puppy : Family Dinner - vol. 2 - Chœurs, guitare acoustique (2016);

- Chris Hillman : Bidin' My Time (2017)

- Jason Isbell : Reunions (2020)

## Filmographie
- 1970 : Woodstock de Michael Wadleigh
- 1991 : Hook ou la Revanche du capitaine Crochet, de Steven Spielberg : un pirate
- 1992 : Cœur de tonnerre, de Michael Apted : le tenancier du bar
- 2019 : David Crosby: Remember My Name, réalisé par A.J Eaton et produit par Cameron Crowe : Documentaire consacré à David Crosby

## Publication
- Remember my name, A. J. Eaton, 2018, Etats-Unis.